# Ditidaht

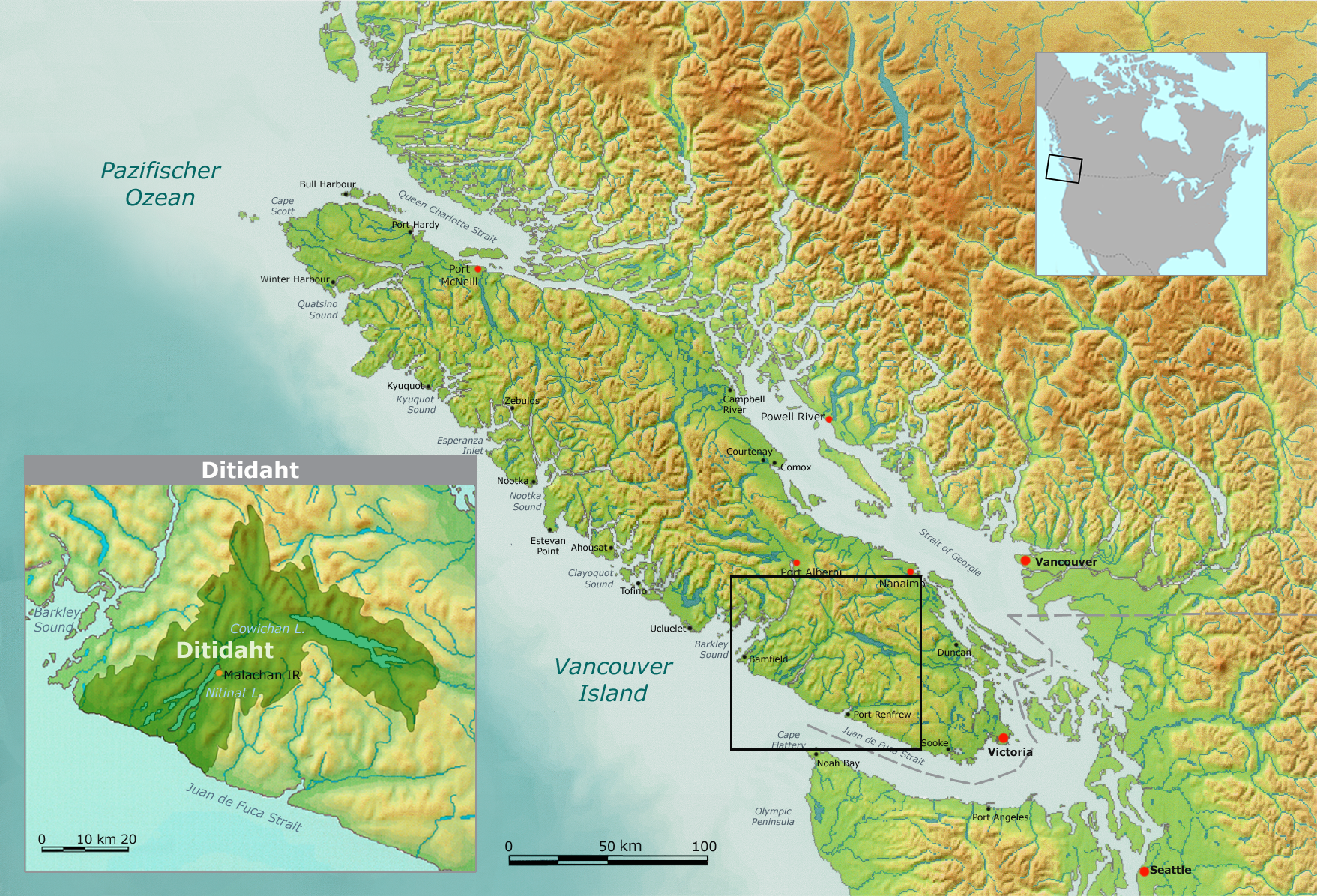
Traditionelles Territorium der Ditidaht und heutiges Hauptreservat

Die Ditidaht („Volk von Diitiidaʔ“ oder „Volk vom Jordan River“, früher auch: Nitinaht) sind eine indianische First Nation und leben im Süden der Vancouver-Insel vor der Westküste Kanadas. Sie gehören zusammen mit den eng verwandten Pacheedaht sowie Makah ethnisch-kulturell zu der Stammesgruppe der Nuu-chah-nulth (Nuučaan̓ułʔatḥ) („Volk überall entlang der Berge und des Meeres“) und sind (mit Ausnahme der Pacheedaht) zusammen mit 13 weiteren kanadischen First Nations (bzw. Bands, eine in Kanada ebenfalls übliche Bezeichnung) politisch Teil des Nuu-chah-nulth Tribal Council (NTC). Die heutige Ditidaht First Nation bewohnt ca. 725,3 Hektar umfassende 17 Reservate im Barclay District rund 50 km südlich von Port Alberni (c̓uumʕas) zwischen dem Cowichan Lake (ʕaʔk̓ʷaq c̓uubaʕsaʔtx̣) und dem Nordufer des nach ihnen benannten Nitinat Lakes (c̓aabaqk̓aq) („der Meeresarm“), an dessen Ostufer sich ihr Hauptreservat befindet.

## Sprache
Ihre Sprache gehört zur Wakash-Sprachfamilie und dort zur südlichen Gruppe, den „Südlichen Wakashan-Sprachen“ bzw. „Nootka-Sprachen“. Sie wird von den Pacheedaht als auch von den bevölkerungsreicheren (und bekannteren) Ditidaht gesprochen und ist daher als Diitiidʔaaʔtx̣/Ditidaht bekannt; die korrekte indigene Bezeichnung lautet jedoch Ditidaqiic̓aq Cicqiʔ („Ditidaht-Sprache“) oder DiiɁdiitidq / Diidiitidq („Ditidaht sprechen“). Weitere Bezeichnungen sind Nitinaht, Nitinat, Ditidaht-Pacheedaht und früher Südliches Nookta. Die beiden Nationen sprachen jeweils leicht voneinander abweichende Dialekte. Beide Dialekte zählen zu den vom Aussterben bedrohten Sprachen und zählen laut FPCC Bericht aus dem Jahr 2018 nur noch 7 Sprecher, 30 Halbsprecher und 83 Lernende Sprecher bei einer Population von 1.354 Ditidaht und Pacheedaht. Ab 2003 beschloss der Ditidaht-Rat für 4,2 Millionen CAD den Bau einer Schule, um Schüler in ihrer Sprache zu unterrichten. 2005 verließ der erste Schüler mit Highschool-Abschluss die Schule. Michael Fortescue erarbeitete inzwischen ein rund 500 Seiten umfassendes Wörterbuch – da die Sprache vor 2002 ausschließlich gesprochen wurde, entwickelte man ein Alphabet mit 53 Zeichen.

## Stammesgebiete
Das traditionelle Ditidaqiic̓aq Disib̓aʔk („Ditidaht Land“) oder Disib̓ʔakk̓ʷaqad („unser Land“) erstreckte sich vom Cowichan Lake über den Nitinat Lake im Landesinneren bis hin zur Küste zwischen Bonilla Point (qalaayit) und Pachena Point, zudem entlang der Oberläufe und Flussläufe der Bäche und Flüsse des Einzugsgebiets der Juan de Fuca-Straße, die die Pazifikküste entwässerten. Wichtige Flüsse waren: Darling River, Klanawa River (ƛ̓aadiiwaʔ / Tl’aadiiwa), East Klanawa River, (Big) Nitinat River (c̓aʔk̓aq – „Fluss“), Caycuse River (q̓iiquuws), Little Nitinat River (ʔinuuxʷaq c̓aʔak oder c̓ačidukʷł), Jordan River (diitiidaʔ), Tsusiat River (cusiiyit), Cheewaht River (čaaxʷiyt), Carmanah Creek (qʷaabaaduwaʔ) und Hobiton Creek (x̣ubit̓ad / xwubit’ad – „Schnarchgeräusch, das durch rauschendes Wasser erzeugt wird“). Zudem besaßen die Häuptlingsfamilien traditionelle Fischfangrechte für Lachs-, Heilbutt- und Kabeljau.

## Herkunft der Stammesbezeichnung und Siedlungsgruppen
Laut ihrer Überlieferung waren die „Ditidaht“ und Pacheedaht ursprünglich ein einziges Volk am Diitiidaʔ genannten Jordan River und bewohnten dort gemeinsam eine große Siedlung, die nach dem Fluss benannt wurde. Die Einwohner dieser Siedlung wurden Diitiid7aa7tx / Diitiidʔaaʔtx̣ („Volk von Diitiidaʔ“ oder „Volk vom Jordan River“) genannt (Ortsbezeichnung Diitiidaʔ ergänzt durch das Suffix -aa7tx für „Volk“); diese Bezeichnung wurde ins Englische als Ditidaht (Aussprache: „Dee-tee-daht“) übernommen.
Während der großen Flut gelang es einigen Bewohnern von Diitiidaʔ zu überleben, indem sie in einem Kanu flohen, das sie an der Spitze eines hohen Berges verankerten – lt. einer Überlieferung handelt es sich hierbei um den Mount Rosander (Kaakaapiyaa), um den steigenden Fluten zu entkommen. Danach ließen sich einige der Überlebenden im Dorf Waayaa7ak (Waayaa) bzw. Whyac an der Mündung des Nitinat Lakes in den Pazifik nieder und schlossen sich als Waayaa7ak7aa7tx / Waayaaʔtx̣ („Volk von Waayaa“) den bereits in dieser Gegend lebenden Da7uu7aa7tx / Daʔuwʔaaʔtx̣ („Da-uu-aht / Da-uw-aht“ – „Volk am Nitinaht Lake“) an. Andere Überlebenden kehrten in die Siedlung am Diitiida (Jordan River) zurück und ließen sich wieder in ihrem Heimatgebiet nieder. Die Da7uu7aa7tx / Daʔuwʔaaʔtx̣ („Volk am Nitinaht Lake“), die Waayaa7ak7aa7tx / Waayaaʔtx̣ („Volk von Waayaa“) und die Diitiid7aa7tx / Diitiidʔaaʔtx̣ („Volk von Diitiidaʔ“ oder „Volk vom Jordan River“) bilden zusammen mit weiteren Siedlungsgruppen die Vorfahren der heutigen Ditidaht First Nation.
Später verließ jedoch ein Großteil wiederum die Siedlung Diitiidaʔ und wanderte bis zur Spitze des Inlet von Port San Juan an der Mündung des P'a:chi:da / P’a:chi:da? („Gischt/Meerschaum“) genannten San Juan River und errichtete dort eine gleichnamige Siedlung. Zur bestehenden Ortsbezeichnung P'a:chi:da / P’a:chi:da? fügte man ebenfalls das Suffix -aa7tx/aht für „Volk“ hinzu und die neue Siedlungsgruppe war von nun an als P'a:chi:da / P’a:chi:da?-aht / Paačiidʔaaʔtx̣ („Volk der Gischt/des Meerschaums“ oder „Volk vom San Juan River“) bekannt; diese Bezeichnung wurde ins Englische als Pacheedaht (Aussprache: „Pah-chee-da“) übernommen.
Oftmals werden im Englischen die beiden verwandten Nationen auch als „Nitinaht“ oder „Pacheenaht“ bezeichnet; „Nitinaht“ bzw. „Pacheenaht“ sind jedoch jeweils die Bezeichnungen seitens der Nuu-chah-nulth, da d als n in Nuučaan‘uƚ ausgesprochen wird.
Auf Grund der kulturellen und sprachlichen Ähnlichkeiten mit den auf der Südseite der Juan de Fuca Strait lebenden Makah (Qʷidiščʔaaʔtx̣) (auch als Diiyaaʔtx̣ – „Neah Bay Volk“ bezeichnet) wird zumeist davon ausgegangen, dass die spätere Siedlungsgruppe namens Diitiid7aa7tx/Diitiidʔaaʔtx̣ („Volk von Diitiidaʔ“ oder „Volk vom Jordan River“) ursprünglich von Tatoosh Island (čaadii; englische Bezeichnung nach einem Häuptling der Makah) an der Nordwestspitze der Olympic-Halbinsel im US-Bundesstaat Washington stammt und später nach Norden zog und dort eine neue Heimat fand. Möglicherweise waren einige der Zuwanderer von der Südseite der Wasserstraße Überlebende der Katastrophe, die um 1700 die Siedlung Ozette (ʔuseeʔł) zerstörte und damit die ʔuseeʔłaʔtx̣ („Volk von ʔuseeʔł, d. h. von Ozette“) auslöschte, die südlichste Nuučaan‘uƚ-sprachige Siedlungsgruppe (bzw. First Nation oder Stamm).

### Lokale Siedlungsgruppen
Die Ditidaht bewohnten mehrere Siedlungen, wobei die großen Siedlungen und einige Dörfer meist permanent bewohnt werden konnten, die kleineren Siedlungen wurden saisonal bewohnt – es gab sowohl Sommer- als auch Wintersiedlungen; zudem gab es noch einfache Fisch- oder Fallenstellercamps. Die heutige First Nation besteht aus Nachfahren von mindestens zehn lokaler Siedlungsgruppen oder Hausgruppen (baʔas, engl. local groups) meist großer Siedlungen bzw. permanent bewohnbarer Dörfer, die von einem Häuptling (čaabat̓, Plural: čaačaabat̓; wörtlich: „Reicher“) und seiner Familie angeführt wurden. Die Siedlungsgruppen wurden nach dem Ortsnamen der Hauptsiedlung benannt (Ortsbezeichnung ergänzt durch das Suffix -aa7tx für „Volk“) und waren somit jeweils als „Volk von der Siedlung namens...“ bekannt.
- Tsakkawis7aa7tx / Caqqawisaʔtx̣ („Volk von Tsakkawis / Caqqawis“)

„Tsakkawis“ befindet sich etwa 500 Fuß westlich der Mündung eines unbenannten Baches, der westlich des Klanawa River und östlich des Darling River liegt. Obwohl die Regierung der Bitte der Ditidaht zustimmte, „Tsakkawis“ als Indianerreservat auszuweisen, wurde dies nie getan.
- Tl’aadiiw7aa7tx / ƛ̓aadiiwʔaaʔtx̣ („Volk von Tl’aadiiwa / ƛ̓aadiiwaʔ bzw. Klanawa“)

„Tl'aadiiwa / ƛ̓aadiiwaʔ“, anglisiert als „Klanawa“, ist der Name des Klanawa Rivers als auch eines Gebietes an dessen Mündung.
- Tsuxwkwaad7aa7tx / Cuxkʷaadʔaaʔtx̣ („Volk von Tsuxwkwaada / Cuxkʷaadaʔ / Cuxʷkʷaadaʔ bzw. Tsuquanah“)

Ursprünglich befand sich in dem 1892 als Tsu-qua-nah IR # 2 direkt am Ozean westlich des Eingangs zu den Nitinat Narrows errichteten Reservat die einst große Siedlung Tsuxwkwaada (Cuxkʷaadaʔ / Cuxʷkʷaadaʔ), deren Bewohner laut Überlieferung als starke und wilde Krieger bekannt und unter benachbarten indigenen Ethnien entlang der Küste gefürchtet waren. Diese Siedlung war auch für den Fischfang bedeutend, da dessen Bewohner von hier zur Robben- und Waljagd sowie zur Heilbutt-Fischerei aufs Meer hinausfuhren; harpunierte Wale wurden zur Siedlung zurück geschleppt, um dort zerteilt, konserviert und unter den Bewohnern anteilig verteilt zu werden. „Tsuxwkwaada“ umfasste bei Errichtung des Reservats jedoch nur noch fünf Häuser, 1901 nur noch vier Häuser mit 25 Menschen und 1914 gab es nur noch drei Häuser.
- Da7uu7aa7tx / Daʔuwʔaaʔtx̣ („Da-uu-aht / Da-uw-aht“ – „Volk von Da7uuw7aa“ oder „Volk am Nitinaht Lake“)

Das 1893 am südwestlichen Ufer des Nitinat Lakes errichtete Reservat Iktuksasuk IR # 7 (lokal als „the Flats“ bekannt) entspricht dem Gebiet der nach einer bedeutenden Siedlung namens Da7uua historisch als Da7uuw7aa bezeichneten Region, die laut Überlieferung von der „ursprünglichen/zuerst hier ansässigen“ Siedlungsgruppe der späteren Ditidaht – den Da7uu7aa7tx / Daʔuwʔaaʔtx̣ bewohnt wurde; oftmals wird daher die Gebietsbezeichnung „Da7uuw7aa“ für die gesamte Nitinat Lake-Region verwendet. Als wichtiges Winterdorf und große Siedlung war „Da7uua“ später als Hitats’aasak / Hitac̓aʔsaq (auch: Iktuksasuk = „Innerer Bereich“) bekannt, da es genau innerhalb der Nitinat Narrows liegt. Bis heute ist es ein wichtiger Ort für den Lachsfang und die Räucherung. 1892 umfasste „Hitats’aasak / Hitac̓aʔsaq“ sieben Häuser, 1914 sechs Häuser und heute gibt es drei Häuser (darunter ein Floßhaus).
- Waayaa7ak7aa7tx / Waayaaʔtx̣ („Volk von Waayaa7ak / Waayaaʔ bzw. Whyac“)

Das 1892 errichtete Wyah IR # 3 (lokal als „Nitinat“ oder „Whyac“ bezeichnet) befindet sich auf einer hohen Klippe am Eingang zu den Nitinat Narrows und war bis in die 1960er Jahre bewohnt. Das Reservat ist benannt nach Waayaa7ak / Waayaaʔ („hoch gelegener Ort“, anglisiert als „Whyac“), einer der größten Siedlungen und viele Jahre lang das Hauptdorf der Ditidaht. Wie viele Ditidaht-Siedlungen war „Waayaa7ak / Waayaaʔ“ an einem sicheren und strategischen Ort erbaut und mittels einer Palisade vor Angriffen durch Feinde geschützt. Es war so groß, dass die Häuser hier direkt nebeneinander standen und man seine Nachbarn in ihrem Haus nebenan reden hören konnte. Bei der Vermessung des Reservats im Jahr 1892 umfasste „Waayaa7ak / Waayaaʔ“ noch viele Häuser, 1901 nur noch zwölf Häuser mit 63 Menschen, 1914 gab es vierzehn Häuser und in den 1930er mindestens fünfzehn Häuser. Heute gibt es noch ein paar von Lachsbeersträuchern überwucherte alte Häuser in „Waayaa7ak / Waayaaʔ“.
- Tluu7uus7aa7tx / ƛuuʔuuwsaʔtx̣ („Volk von Tluu7uus / ƛuuʔuuws bzw. Clo-oose“)

Das direkt am Ozean östlich des Eingangs zu den Nitinat Narrows 1892 errichtete Reservat Claoose IR # 4 wurde nach Tluu7uus / ƛuuʔuuws („Campingplatz“ bzw. „Rastplatz“, anglisiert als „Clo-oose“ oder „Claoose“) einem bedeutenden Dorf und einer Heilbutt-Fischerei-Station an der Clo-oose Bay benannt, in dessen Nähe viele Fische und Meeresfrüchte gewonnen wurden. Fische und insbesondere Lachse wurden mittels Fischwehren und Reusen gefangen im Cheewhat River gefangen, die Überreste der Fischwehre sind heute noch sichtbar. 1892 umfasste „Tluu7uus / ƛuuʔuuws“ sieben Häuser, 1901 fünfzehn Häuser mit 69 Menschen, 1914 noch sechzehn Häuser und in den 1930er Jahren gab es etwa zwanzig Häuser. Diese Siedlung war bis in die 1960er Jahre bewohnt und wird heute im Sommer als Zeltplatz durch die Ditidaht genutzt.
- Wawaax7adi7s7aa7tx / Wawaaxʕadiʔstx̣ („Volk von Wawaax7adi7s / Wawaaxʕadiʔs bzw. Farting Beach“)

Wawaax7adi7s ist der Name von Farting Beach, eines Strandes, der nordwestlich von Carmanah Point liegt.
- Kwaabaaduw7aa7tx / Qʷaabaaduwaʔtx̣ („Volk von Kwaabaaduwa7 / Qʷaabaaduwaʔ bzw. Carmanah“)

Das 1892 direkt am Ozean westlich der Mündung des Carmanah Creeks errichtete Carmanah IR # 6 wurde nach der Siedlung Kwaabaaduwa7 / Qʷaabaaduwaʔ („so weit hinauf, wie ein Kanu fahren kann“, anglisiert zu „Carmanah“) benannt, dessen Namen daher rührt, dass bei rauem Wetter es schwierig ist, hier mit dem Kanu anzulanden, aber es bestimmte Stellen am Strand gibt, wo es sicher möglich ist. „Kwaabaaduwa7 / Qʷaabaaduwaʔ“ wurde zumeist während der Heilbuttsaison bewohnt, einige Ditidaht bewohnten die Siedlung jedoch dauerhaft. 1892 umfasste „Kwaabaaduwa7 / Qʷaabaaduwaʔ“ drei Häuser, 1901 acht Häuser mit 51 Menschen und im Jahr 1914 gab es sechs Häuser. In den 1920er Jahren wurde die Siedlung aufgegeben und heute nur noch von ein paar Familien als Zeltplatz genutzt.
- Diitiid7aa7tx / Diitiidʔaaʔtx̣ („Volk von Diitiidaʔ“ oder „Volk vom Jordan River“)

Diitiidaʔ war die Hauptsiedlung der Ditidaht (und gemeinsamer Ursprungsort der Ditidaht und Pacheedaht) mit bis zu zwölf sog. bighouses (ʔiix̣ baʔas) an der Mündung des Diitiidaʔ (Jordan River).

## Geschichte

### Voreuropäische Geschichte
Frühe Zahlenangaben (ab 1849) schwanken zwischen wenigen hundert und tausend Menschen. 1881 heißt es, dass an vier Orten rund 280 „Nitinat“ lebten. 1889 schätzte man noch 220, 1914 nur noch 155.
Die mündliche Überlieferung kennt Grenzstreitigkeiten mit Nachbarstämmen, die mitunter zu Kriegen und Kriegsbündnissen führten. Da die unterliegenden Stämme oftmals dezimiert und die Gefangenen als Sklaven mitgenommen wurden, kam es immer wieder zu Amalgationen, so dass die Stammesgrenzen heute nicht immer klar sind. Dr. Robert Brown bereiste die Region 1864 und bemerkte zum Gebiet der Ditidaht: „Sie haben - oder hatten - viele Dörfer, von Pachena Bay Richtung Westen und Karleit (östlich von Bonilla Point) nach Osten, daneben drei Dörfer im Nettinaht Inlet, elf Fischstellen am Nettinaht River, drei Stellen am Cowichan Lake und einen bei Squitz (Skutz-Fälle) am Cowitchan River selbst.“
Der Stamm, der sich vielleicht vor 1800 gar nicht als Einheit betrachtete, setzte sich aus etwa zehn Wohnhausgruppen zusammen, die sich jeweils als „Die Leute von...“ entsprechend ihrem Dorfnamen benannten. Inzwischen ließen sich rund 250 Orts- und Platznamen identifizieren.

### Erste Siedler, Zusammenbruch der Bevölkerungszahl
W.C. Grant siedelte sich im Auftrag von James Douglas 1849 bei Sooke an. Er hörte erstmals von den „Patchana“ (wohl Pacheedaht) und „Nittinat“, wobei letztere zahlreicher gewesen sein sollen.
Gouverneur James Douglas zählte 1853 bei den „Netenet“ um Port San Juan 250 „Männer mit Bart“, 258 Frauen, 29 Jungen und 2 Mädchen, insgesamt 539 – wobei die geringe Zahl der Mädchen vielleicht einen Hinweis auf zu niedrige Angaben liefert. Darauf deutet auch ein Brief der beiden Händler Peter Francis und W. E. Banfield (nach ihm wurde Bamfield benannt) von 1855 hin, die von 800 „Nettinets“ berichten. Ende der 1850er Jahre ging er jedoch eher von 600 aus, während Robert Brown von über Tausend berichtet.
Im Jahr 1864 besuchten einige Forscher unter der Leitung von Doktor Robert Brown das Dorf Waayaa7ak / Waayaaʔ („hoch gelegener Ort“, anglisiert als „Whyac“) und sahen dessen schützende Palisade. Sie beeindruckte einen der Entdecker so sehr, dass er ein Bild davon zeichnete. Dr. Brown beschrieb das Dorf folgendermaßen:
Die meisten Nitinaht-Dörfer waren mit hölzernen Pfählen befestigt, um jeden nächtlichen Angriff zu verhindern, und aufgrund seiner Lage ist Whyac, das Hauptdorf (auf einer Klippe erbaut, auf der Seeseite mit Pfählen versehen und nur durch einen schmalen Eingang zu erreichen, an dem sich die Brandung ununterbrochen bricht), für feindliche Kanufahrer uneinnehmbar.
Harry Guillod, Indian Agent zählte 1881 „90 Nitinat men“ bei einer Gesamtbevölkerung von nur noch 280, die sich auf vier „rancheries zwischen Cape Beale and Pacheena“ (Port San Juan) verteilten. 1883 zählte man 271, 1889 nur noch 220. 1914 zählte man sogar nur noch 155 und 40 Familien. Die erste starke Dezimierung lässt sich wohl durch die Pockenepidemie von 1862 erklären, die zweite geht wohl partiell auf die feindselige Indianerpolitik British Columbias zurück.

### Reservate (ab 1890)
Erst 1890 nahm die Joint Indian Reserve Commission Kontakt mit ihnen auf und handelte 17 Reservate aus, die zwar die Dörfer umfassten (wie Malachan und Waayaa), aber auch Stellen für Kanubau oder Fischfang, die normalerweise gar nicht bewohnt waren, oder gar einen Friedhof. Waayaa (auch Whyac genannt) wurde zudem in den 1960er Jahren aufgegeben. Im 19. Jahrhundert war es von einem starken Zaun umgeben, der nächtliche Angriffe verhindern sollte. Clo-oose (tluu7uus), das als Ausgrabungsort bekannt wurde, wird seit den 60er Jahren nur noch im Sommer bewohnt.
Einige Orte galten als Orte besonderer Zeremonien, wie der der tluukwaali, die als „Blackface Society“ oder Wolfstanz bekannt sind. Sie tanzten für gewöhnlich bei ilhuu (Il-clo Indian Reserve No. 12) an der Westseite des Nitinat-Sees.

### Verhandlungen mit der Regierung, Nationalpark, Schutz der Alten Wälder
Die Ditidaht haben sich zwar 1978 dem Nuu-chah-nulth-Rat angeschlossen, verhandeln aber nicht gemeinsam mit der kanadischen Regierung. Stattdessen sind sie im Dezember 1993 in eigenständige Verhandlungen eingetreten, denen sich 1997 die benachbarten Pacheedaht angeschlossen haben. Derzeit befassen sich die Verhandlungen mit Parks und Schutzzonen, Wild, Zugvögeln und Fischen.
Mit der Einrichtung des Pacific Rim National Park im Jahr 2001 hat die Zahl der Touristen sprunghaft zugenommen. Dabei haben die angrenzenden Stämme zusammen mit der Parkverwaltung die Aufgabe übernommen, den West Coast Trail, einen der drei Abschnitte des Parks, zu unterhalten. Dazu gründete man die Quu’as-Partnerschaft, ein corporate joint venture der Ditidaht, Pacheedaht und Huu-ay-aht mit Parks Canada. Zudem unterhalten die Ditidaht ein eigenes Ditidaht First Nation Nitinat Lake Visitor Centre.
Im Januar 2003 unterzeichneten Ditidaht und Pacheedaht eine Handelslizenz auf zehn Jahre über 300.000 Kubikmeter Holz, im nächsten Monat erhielten sie 250.000 CAD für ein waldwirtschaftliches Ausbildungsprogramm. Im Februar 2005 unterzeichneten die Ditidaht, dass sie weitere 173.500 Kubikmeter über 5 Jahre gegen 1,6 Millionen CAD verkaufen wollen.
Im Jahr 2021 erreichte das Holzunternehmen Teal Jones vor Gericht ein Zutrittsverbot für das Caycuse Valley, obwohl Premier John Horgan im September 2020 zugesagt hatte, die Alten Wälder zu schützen. Dagegen wehren sich die Ditidaht in Zusammenarbeit mit dem Western Canada Wilderness Committee.

### Kulturelle Eigenheiten
Auch wenn die Ditidaht stolz auf ihre sprachliche Eigenheit sind und sich sehr bewusst vom „Westcoast“ absetzen, der Sprache der mittleren und nördlichen Nuu-chah-nulth-Gruppen, und auch politisch eigene Wege gehen, so teilen sie doch zahlreiche Kulturelemente. So haben auch hier bestimmte Familien einen Anspruch auf unberührbare Plätze (tupaat). Tupaat ist ein ererbtes Vorrecht oder Privileg, das sich oftmals auf zeremonielle Vorrechte bezieht. So kann Tupaat bis heute aus bestimmten Gesängen, Tänzen, Spielen, Familiengeschichten, aber auch bestimmten Musikinstrumenten, Geräten oder Gegenständen bestehen, die bei Feiern eine Rolle spielen.

## Heutige Reservate und Population
Nach Angaben des Crown-Indigenous Relations and Northern Affairs Canada sind aktuell (Januar 2021) seitens der kanadischen Regierung durch den Indian Act offiziell insgesamt 773 Ditidaht als „Status-Indianer“ anerkannt und registriert, hiervon leben 169 in den 17 Ditidaht-Reservaten, 64 in anderen Reservaten, die restlichen 540 außerhalb.
- Nitinaht IR # 1, offiziell: Ahuk IR #1 (7a7ukw / ʕaʔuk = „See“): 53,4 Hektar
- Nitinaht IR # 2, offiziell: Tsu-qua-nah IR # 2 (Tsuxwkwaada / Cuxkʷaadaʔ / Cuxʷkʷaadaʔ): 95,1 Hektar
- Nitinaht IR # 3, offiziell: Wyah IR # 3 (Waayaa / Waayaaʔaq = „hoch gelegener Ort“): 53,4 Hektar
- Nitinaht IR # 4, offiziell: Claoose IR # 4 (Tluu7uus / ƛuuʔuuws / Clo-oose = „Campingplatz“ bzw. „Rastplatz“): 100,6 Hektar
- Nitinaht IR # 4a, offiziell: Cheewat IR # 4A (čaaxʷiyt = „Angelplatz“): 3,8 Hektar
- Nitinaht IR # 5, offiziell: Sarque IR # 5 (Ts’a7akwuu / c̓aʔaquuw = „Seitenarm“): 10,4 Hektar
- Nitinaht IR # 6, offiziell: Carmanah IR # 6 (Kwaabaaduwa7 / Qʷaabaaduwaʔ = „so weit hinauf, wie ein Kanu fahren kann“): 64,1 Hektar
- Nitinaht IR # 7, offiziell: Iktuksasuk IR # 7 (Ik-tuk-sa-suk / Hitats’aasak / Hitac̓aʔsaq = „Innerer Bereich“, heute meist The Flats genannt): 68 Hektar
- Nitinaht IR # 8, offiziell: Homitan IR # 8 (Hobarton / x̣ubit̓ad / Xwubit’ad = „Schnarchgeräusch, das durch rauschendes Wasser erzeugt wird“): 20,2 Hektar
- Nitinaht IR # 9, offiziell: Oyees IR # 9 (Uuyiyi7s / ʔuuyiyiʔs = „einen Teil des Weges den See hinunter“): 42,3 Hektar
- Nitinaht IR # 10, offiziell: Doobah IR # 10 (Duba / Dubaʔ = „Tabuzone“): 105,3 Hektar
- Nitinaht IR # 11, offiziell: Malachan IR # 11 (Balaats’adt / Balaac̓adt / Balaac̓ant = „dort sind Flöhe“): 52,1 Hektar (Hauptreservat)
- Nitinaht IR # 12, offiziell: Ilclo IR # 12 (ʔiłuu): 31,2 Hektar
- Nitinaht IR # 13, offiziell: Opatseeah IR # 13 (Up’aachi7a): 28,7 Hektar
- Nitinaht IR # 14, offiziell: Wokitsas IR # 14 (Wak’it-tsaas / Waq̓itcaas / Waq̓itqcaas = „Frosch am Rand/an der Seite“, heute meist Red Rock genannt): 16,2 Hektar
- Nitinaht IR # 15, offiziell: Chuchummisapo IR # 15 (Chu-chum-mis-a-po / Shuuch’abisapuu / Šuuč̓ibisapuw̓ / Šuuč̓ibisapuʔw = „Ort der Bäume“): 35,1 Hektar
- Nitinaht IR # 16, offiziell: Saouk IR # 16 (Ts’aa7ukw / c̓aaʔuq = „Seitenbach“): 70,8 Hektar